# Karamelová vafle
Karamelová vafle (nizozemsky Stroopwafel, doslova „sirupová vafle“) je nizozemský dezert, složený ze dvou sladkých pečených oplatek slepených sladkou karamelovou náplní. Poprvé byl připravován v jihoholandském městě Gouda na přelomu 18. a 19. století.

## Příprava
Těsto na oplatky je složené z mouky, másla, hnědého cukru, kvasnic, mléka a vajec. Oplatky jsou v oplatkovači upečeny dozlatova a ještě teplé se vykrojí do požadovaného kruhového tvaru. Karamelová náplň vyrobená ze sirupu, hnědého cukru, másla a skořice je za tepla rozetřena na oplatky, které se tím po vychladnutí a ztuhnutí karamelu spojí.

## Historie
Karamelové vafle poprvé připravovali ve městě Gouda v Jižním Holandsku na konci 18. nebo na začátku 19. století pekaři, kteří upotřebovali odřezky a drobky oslazením sirupem. Podle jednoho z příběhů o původu je vynález připisován pekaři Gerardu Kamphuisenovi a datován mezi rokem 1810, kdy otevřel své pekařství a rokem 1840, ze kterého pochází nejstarší známý recept na karamelové vafle. Po roce 1870 se začaly karamelové vafle objevovat i v jiných městech a ve 20. století začala jejich masová výroba. Do roku 1960 se otevřelo jen v samotné Goudě 17 továren vyrábějících karamelové vafle.

## Galerie

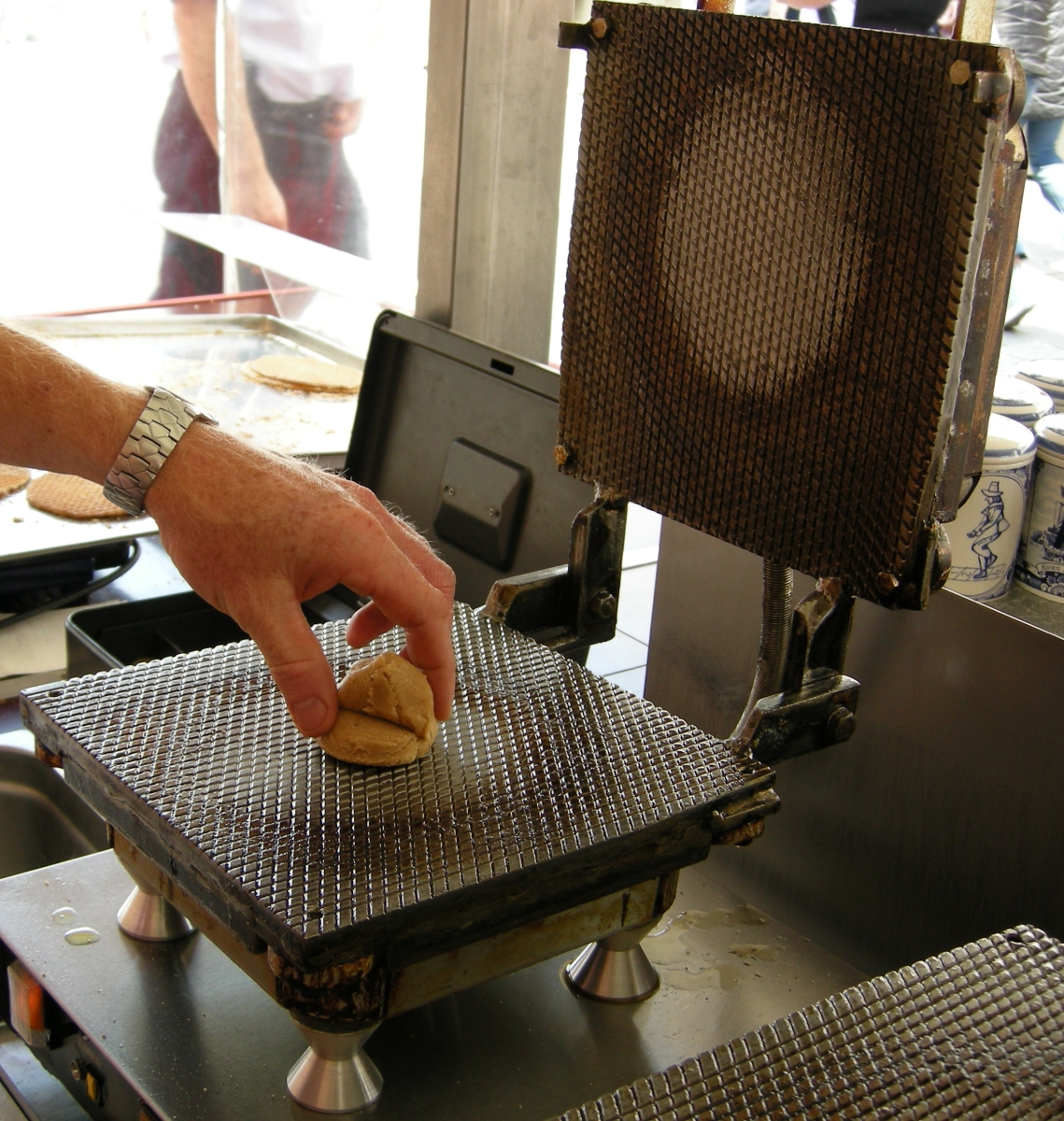
Těsto připravené k pečení v oplatkovači
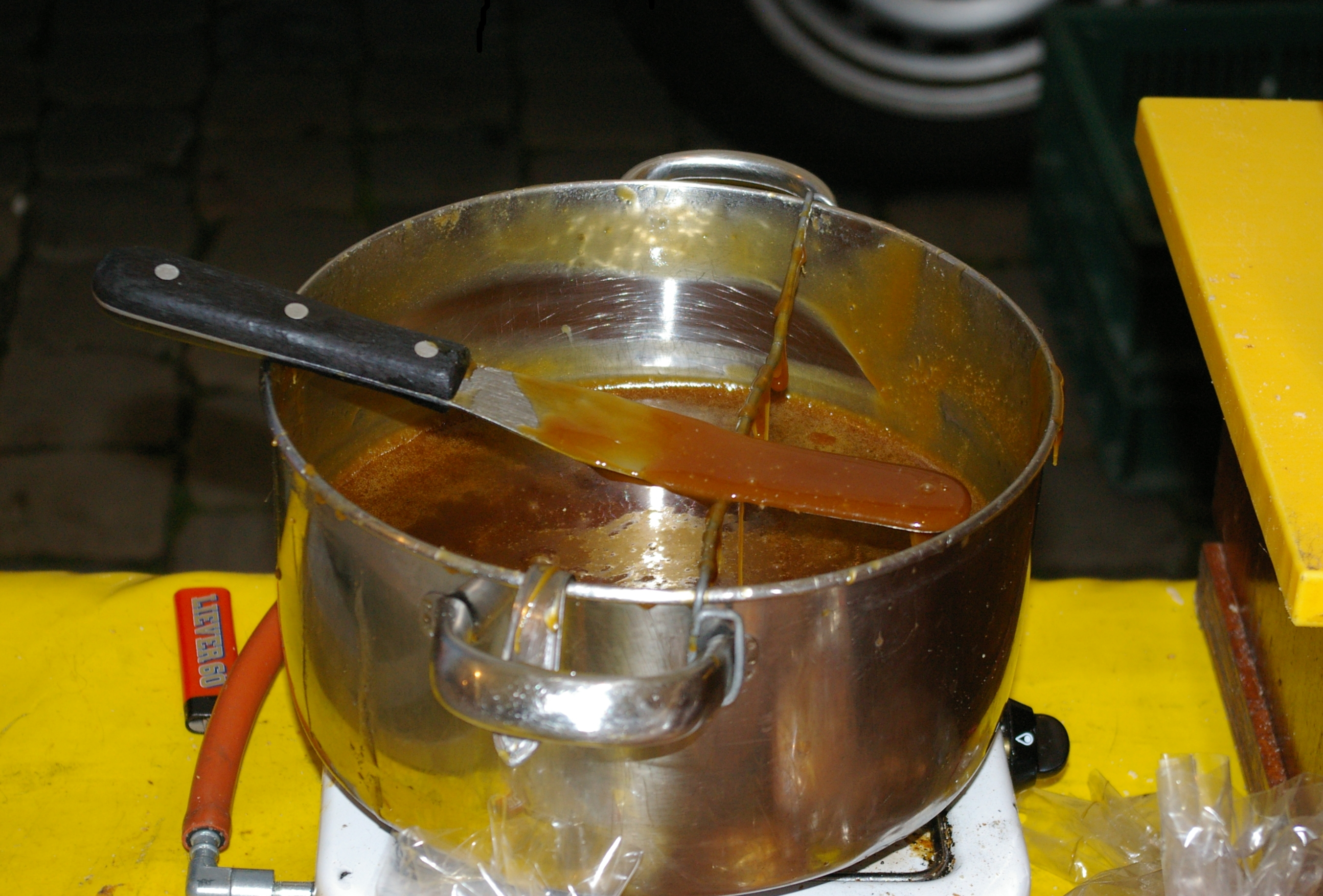
Hrnec karamelového sirupu k plnění oplatek
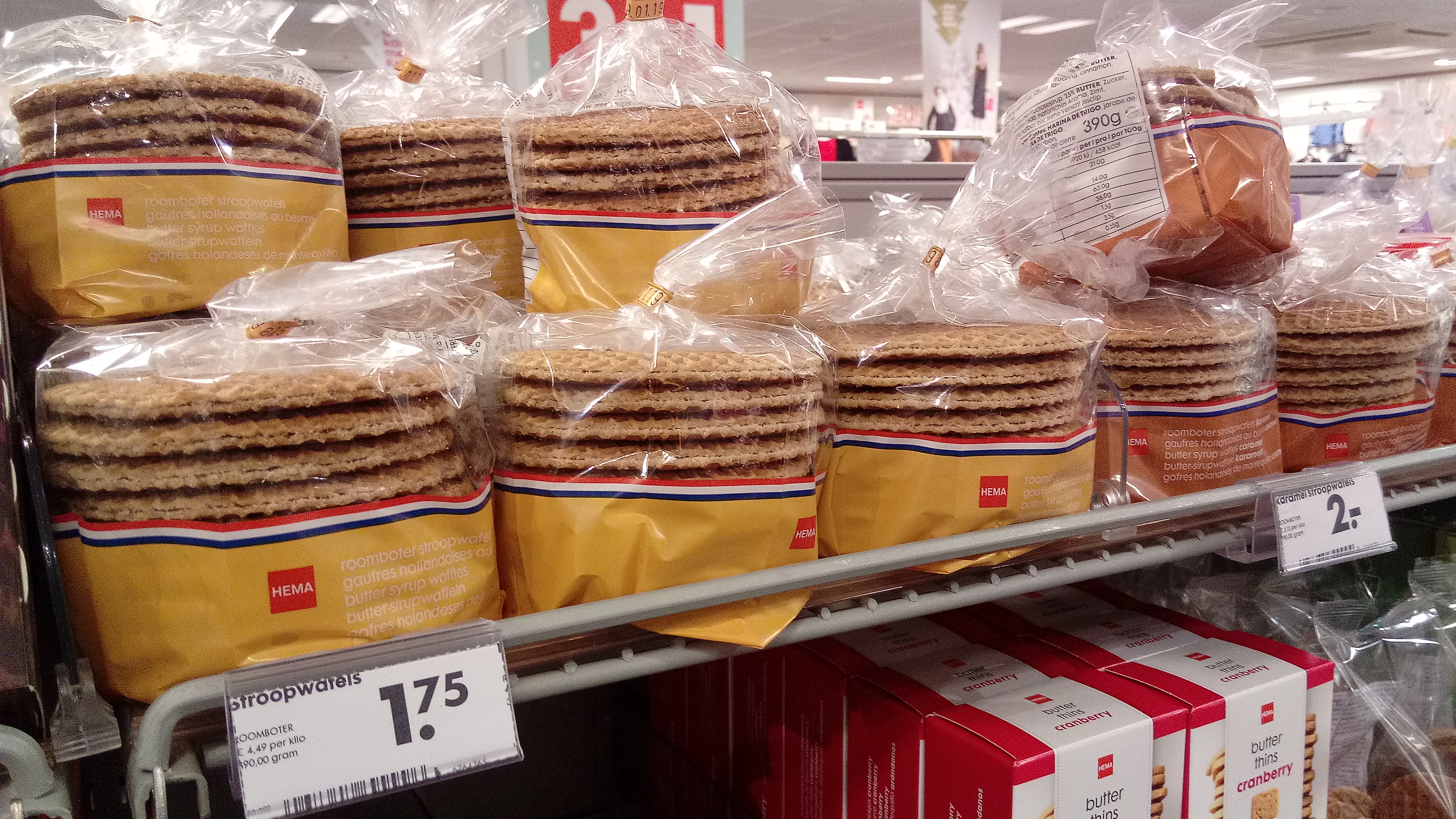
Několik balení karamelových vaflí v supermarketu
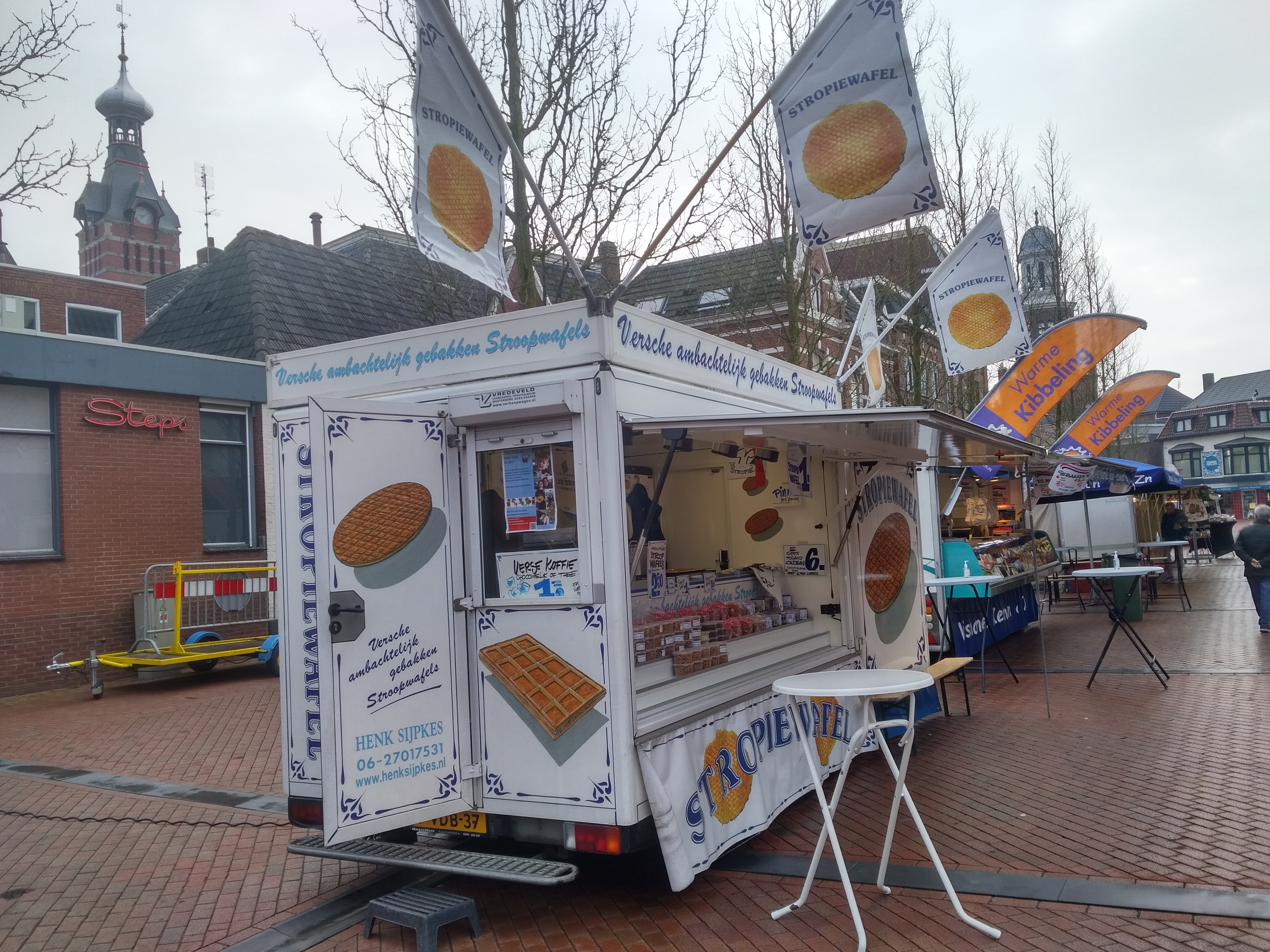
Pouliční stánek s karamelovými vaflemi v Groningenu
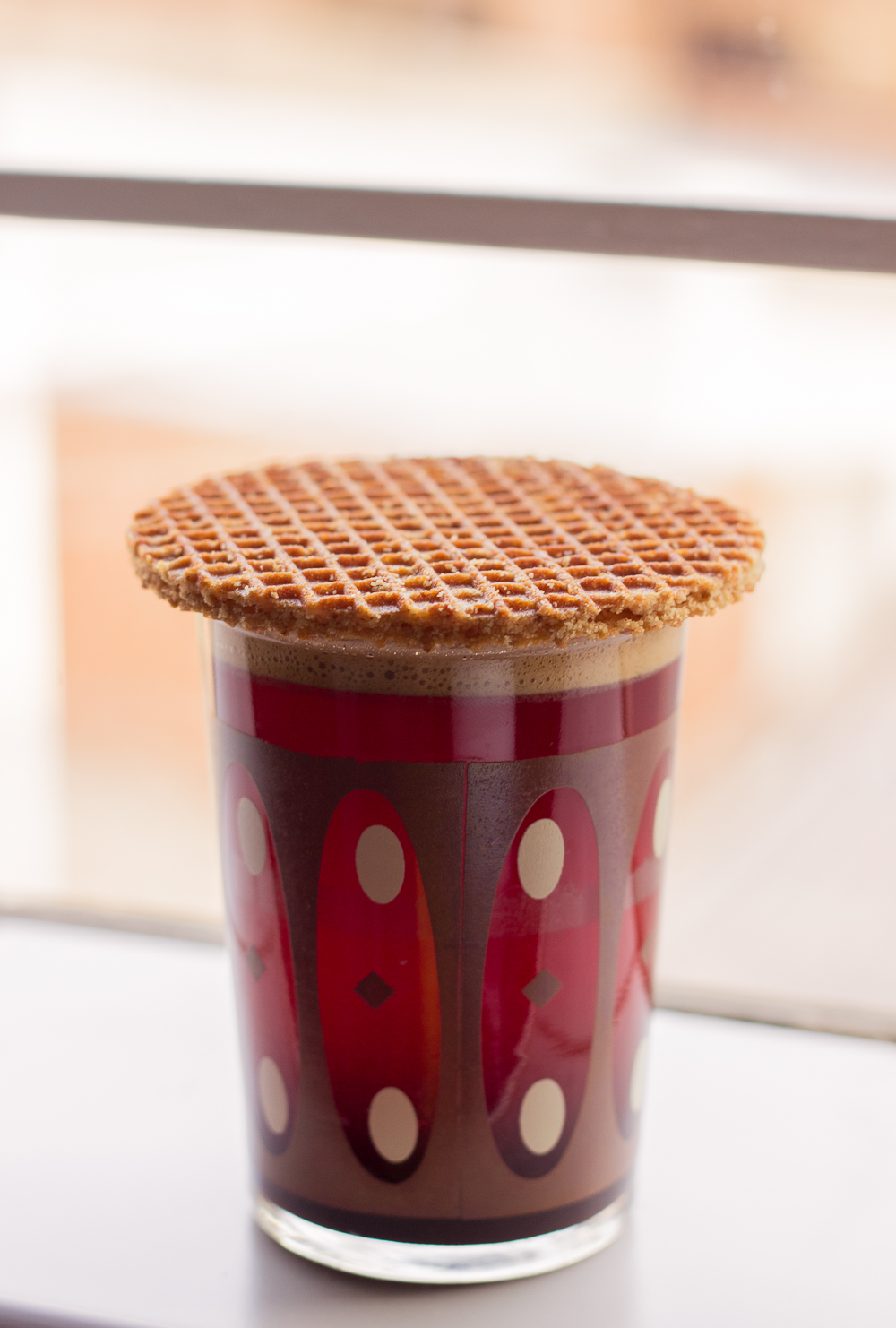
Karamelová vafle položená na horký nápoj – oplatky změknou a ztuhlý sirup se rozteče